# Іван VIII (антипапа)
Іван VIII (антипапа) (лат. Ioannes; ? — 1 січня 874) був антипапою у 844 році. 
Після смерті папи Римського Григорія IV архидиякона Івана було проголошено папою шляхом народної акламації, тоді як римська знать вибрала папою Сергія II. Опозицію було подолано після того як Сергій II заприсягнувся зберегти Івану життя.
Інколи антипапу Івана VIII плутають з легендарною папесою Іванною, яка ніби-то правила у часи папи Лева IV.